# Jordi Rubió
Jordi Rubió i Balaguer (Barcelona, 1887-Barcelona, 1982) fue un filólogo, profesor e historiador español, especializado en literatura catalana.
Era hijo del catedrático Antonio Rubió y nieto de Joaquim Rubió. Fue el primer director de la Biblioteca de Cataluña desde el año de su fundación por la Mancomunidad de Cataluña, en 1914. También organizó la red de Bibliotecas Populares fundada un año después. Durante la Guerra Civil, trasladó los fondos de la Biblioteca del Palacio de la Generalidad de Cataluña al antiguo Hospital de la Santa Cruz, salvando su tesoro bibliográfico. Formó y dirigió el servicio de bibliotecas del frente durante la guerra.
Profesor de literatura catalana, bibliologia y biblioteconomía en la Escuela de Bibliotecarios, así como en los Estudis Universitarios Catalanes y en la Universidad Autónoma de Barcelona. Es autor de numerosos manuales y trabajos de investigación sobre temas de historiografía de la literatura catalana. Fue galardonado con el Premio de Honor de las Letras Catalanas en 1969, y con la Medalla de Oro de la Generalidad de Cataluña en 1980.

## Obras
Para una relación exhaustiva véase Guilleumas i Brosa y Soberanas i Lleó (1985).
- La lògica en rims del Gazzali glosada en rims per Ramon Llull. 1915.
- De l'Edat mitjana al Renaixement: Figures literàries de Catalunya i València. 1948.
- Documentos para la historia de la imprenta y librería en Barcelona, 1474-1553. Barcelona: Gremios de editores, de libreros y de maestros impresores. 1955. OCLC 491541425.
- Obres essencials de Ramon Llull. 1957-1960.
- La cultura catalana del Renaixement a la Decadència. Recopilación de artículos. 1964.
- Documentos para la Historia de la Universidad de Barcelona. I. Preliminares (1289-1451).
- Il·lustració i Renaixença. 1987.
- Llibreters i impressors a la Corona d'Aragó. Barcelona, Montserrar: Departament de Cultura de la Generalitat de Catalunya, Pubicacions de l'Abadia de Montserrat. 1993. ISBN 9788478264544. OCLC 30321323.